# Cerro Largo (departamento)
Cerro Largo é um departamento do Uruguai. Sua capital é Melo.
Localizado na região leste do território, limita-se com o Brasil e com os departamentos de Rivera, Tacuarembó, Durazno, Treinta y Tres e Aceguá.
A Cuchilla Grande cruza Cerro Largo e divide a bacia do rio Negro, até o noroeste, da bacia da Laguna Merín, até o sudeste.
A sua capital é Melo, com mais de 50 mil habitantes, a segunda cidade em importância é Rio Branco, limítrofe com a cidade brasileira de Jaguarão.

## Geografia
A área do departamento é a quarta mais extensa do Uruguai e rica em recursos naturais. Faz parte da franja leste do Uruguai, com os departamentos de Rocha, Treinta y Tres e Rivera (cidade). Encontra-se pequenas florestas de eucaliptos, ombúes, pinos, plátanos, cedros e sauces.

### Hidrografia
O departamento conta com importantes rios, arroyos (em portugues riachos ou arroios) e bañados (pequenos pantanos) que se utilizam para abastecimento interno e como fronteiras naturais com o Brasil e outros departamentos.
A Coxilha Grande divide a bacia do rio Negro e da  Lagoa Mirim. Outros rios e arroios importantes são o rio Tacuarí, o arroyo de Santos, a Cañada Grande e o rio Jaguarão que faz divisa com o Brasil.

### Clima
O clima é temperado e úmido com uma média anual de 17 ou 18 graus, chove em todo o ano de 1.100a 1.200 mm.

## Economia
A principal fonte econômica e a pecuária na maioria ovina e bovina. A atividade tem diminuído nos últimos anos em virtude de novos campos artificiais. A pesca também é uma das principais fontes econômicas.
A agricultura e a terceira maior fonte econômica, o milho, o trigo, a soja e algumas frutas são as principais. A indústria é muito pobre e carente no departamento, se destacam uma indústria de refrigerante (a mais antiga do Uruguai) e um frigorífico.

## Rodovias
Cerro Largo posui boas rodovias. A principal de todas elas e a ruta nacional nº 8  (também conhecida como ruta do General Juan Antonio Lavalleja), que sai de Montevidéu e acaba em Aceguá na fronteira com o Brasil. Menos importante e a ruta nacional nº 7 ou Aparicio Saravia, vai de Montevidéu até Centurion no noroeste do departamento.

Também tem outras como a ruta nº 44, a ruta 6, a 26 e a 18.
O departamento conta com a ferrovia que sai de Montevidéu, passa por Nico Pérez, Treinta y Tres até chegar a Rio Branco na fronteira com o Brasil. Na cidade de Melo encontra-se um aeroporto nacional.